# Zrzávka
Die Zrzávka  (deutsch Zrzawka bzw. Untere Titsch) ist ein linker Nebenfluss der Jičínka in Tschechien.

## Verlauf
Die Zrzávka entsteht bei Domorac in den Mährisch-Schlesischen Beskiden aus mehreren Quellbächen, die am Nordhang der Oprchlice (639 m n.m.) sowie zwischen der Bzovka (448 m n.m.) und dem Nad Kamenném (502 m n.m.) entspringen und sich nördlich des Bahnhofs Hostašovice im Stausee Kacabaja vereinigen. Einige Abschnitte der Quellbäche sind als Naturdenkmal Prameny Zrzávky unter Schutz gestellt.
An ihrem Norden durch die Štramberská vrchovina (Stramberger Bergland) führenden Lauf erstrecken sich die Dörfer Hodslavice und Bludovice. Auf ihrem Unterlauf bildet die Zrzávka die Gemarkungsgrenze zwischen Žilina und Nový Jičín-Horní Předměstí. In diesem Bereich befindet sich ein Wehr, an dem früher der Mühlgraben abgeleitet wurde. Nördlich des heute zugeschütteten Grabens erstreckt sich die nach der Landwirtschaftsschule benannte Schulinsel. Nach 10,3 Kilometern mündet die Zrzávka in Žilina an der Spitze der Schulinsel in die Jičínka.

## Hochwasser
Die Starkregenfälle vom 24. Juni 2009 führten zu einer Sturzflut der Zrzávka.

## Naturdenkmal Prameny Zrzávky
Anderthalb Kilometer nördlich der Hauptquelle der Zrzávka befinden sich am Domorazské sedlo (Domoratzer Sattel) an zwei weiteren Quellbächen insgesamt fünf Mineralquellen. Obwohl sie nah beieinander liegen, weisen 
sie ganz unterschiedliche Zusammensetzungen auf und gelten als hydrologisches Phänomen. Die Quelle Smradlavka ist stark schwefelwasserstoffhaltig; die in vier Meter Entfernung befindliche rotgefärbte Kyselka bzw. Zrzávka ist eisensulfathaltig. Die in 300 Meter Entfernung gelegene Weiße Quelle (Bílá studánka) bzw. Čtenice führt bakteriell schwefelhaltiges Wasser und färbt ihre Umgebung weiß. Die Weiße Quelle diente den Protestanten von Hodslavice vor den Dreißigjährigen Krieg als Treffpunkt für Bibellesungen.
Im Jahre 1993 wurden die Quellen und die sie umgebenden natürlichen Feuchtwiesen auf einer Fläche von 0,47 ha unter Schutz gestellt. Bei der Sturzflut vom 24. Juni 2009 wurde die Weiße Quelle fast ganz zugespült. Sie wurde danach wiederhergestellt und überdacht.

## Zuflüsse
- Křižanův potok (r), Hodslavice
- Stranický potok (l), Fojtův Mlýn